# Оленовка (Кировоградская область)
Оленовка (укр. Оленівка) — село в Соколовской сельской общине Кропивницкого района Кировоградской области Украины.
Население по переписи 2001 года составляло 78 человек. Почтовый индекс — 27642. Телефонный код — 522. Код КОАТУУ — 3522584802.